# كيفن ارتشر
كيفن ارتشر (بالإنجليزية: Kevin Archer)‏ هو عازف قيثارة بريطاني، ولد في 21 ديسمبر 1958.

## وصلات خارجية
- كيفن ارتشر على موقع IMDb (الإنجليزية)
- كيفن ارتشر على موقع ميوزك برينز (الإنجليزية)
- كيفن ارتشر على موقع ديسكوغز (الإنجليزية)